# Julie Doucet
Julie Doucet (Montreal, 31 de diciembre de 1965)  es una dibujante y artista de cómic underground canadiense, conocida por sus trabajos autobiográficos como Dirty Plotte y My New York Diary. Su trabajo se ocupa de temas como "sexo, violencia, menstruación y relaciones entre mujeres y hombres".

## Biografía
Doucet nació en Montreal, Quebec. Primero se educó en una escuela católica para niñas, luego estudió bellas artes en el Cégep du Vieux Montréal (una escuela secundaria) y luego en la Université du Québec à Montréal.  Titulada en artes gráficas, comenzó a hacer caricaturas en 1987. Empezó a publicar pequeñas historietas en prensa y se autopublicó su propia historieta llamada Dirty Plotte. Utilizó el fanzine para registrar "su vida cotidiana, sus sueños, angustias [y] fantasías". Cuando publicó en la revista Weirdo de Robert Crumb, pionero del cómic underground empezó a llamar la atención de la crítica.

### Trayectoria en el cómic
Doucet comenzó a ser publicada por Drawn & Quarterly en enero de 1991 en una serie de historietas de tamaño regular también llamada Dirty Plotte. Poco tiempo después, se trasladó a Nueva York y aunque un año después acabó viviendo en Seattle siguió dibujando y creando historietas con sus experiencias en Nueva York y fueron recogidas en My New York Diary (muchas historias fueron tomadas de Dirty Plotte). En 1995 de Seattle viajó a Berlín donde permaneció tres años hasta su regreso a Montreal en 1998.  Durante su estancia en Berlín, creó Ciboire de criss un cómic publicado por L'Association en París, su primer libro en francés. Ya en Montreal, lanzó el duodécimo y último número de Dirty Plotte antes de realizar una breve pausa en los cómics.
Regresó en el año 2000 con The Madame Paul Affair, una mirada de la vida cotidiana en el Montreal contemporáneo que se publicó originalmente en Ici-Montreal, un semanario alternativo local. Al mismo tiempo se diversificó situándose en un territorio más experimental que culminó con el lanzamiento en 2001 de Long Time Relationship, una colección de impresiones y grabados. En 2004, Doucet también publicó en francés un diario ilustrado (Journal) que relata un año de su vida y, en 2006, una autobiografía hecha a partir de un collage de palabras extraídas de revistas y periódicos (J comme Je). También en primavera de 2006 realizó su primera exposición individual titulada en souvenir du Melek, en la galería B-312 de Montreal.  En diciembre de 2007, Drawn & Quarterly publicó 365 Days: A Diary de Julie Doucet, en el que narra su vida durante un año, a partir de finales de 2002.

### Obras posteriores
Aunque continuó trabajando en otros formatos, el 22 de junio de 2006 declaró en el Montreal Mirror, que se había retirado de los cómics de formato largo. 
Explicó: "... es mucho trabajo y no da tanto dinero. Fui a un periódico a proponer la publicación de una tira cómica, solo tenía que dibujar una pequeña página y saldría la próxima semana. Por una vez fue un pago regular y bien pagado". 
Publicó un libro de poesía por L'Oie de Cravan en 2006, À l'école de l'amour.  Su obra de arte actual consiste en linóleos, collage y esculturas de papel maché. En 2007, Doucet diseñó la portada de Penguin Classics Deluxe Edition de Mujercitas de Louisa May Alcott.

## Premios y reconocimientos
En 1991, Dirty Plotte fue nominada a mejor serie nueva y Doucet ganó el premio Harvey al "Mejor talento nuevo ". En 1999, cuando The Comics Journal hizo una lista de los 100 mejores cómics de todos los tiempos, figuraba su nombre con Dirty Plotte en el puesto 96. En el 2000, su libro My New York Diary ganó el premio Firecracker a la mejor novela gráfica. El libro de Doucet 365 Days: A Diary fue nominado al premio al mejor libro en los premios Doug Wright de 2009. En 2019, la colección Dirty Plotte de Doucet fue nominada al premio SPX Ignatz a la colección destacada.
En marzo de 2022, fue reconocida con el Gran Premio de la ville d'Angoulême como logro de toda una vida.

## En la cultura popular
El nombre de Doucet aparece en la letra de la canción "Hot Topic" de Le Tigre.